# Napeanthus primulinus
Napeanthus primulinus är en tvåhjärtbladig växtart som först beskrevs av Gustav Karl Wilhelm Hermann Karsten, och fick sitt nu gällande namn av George Bentham, Joseph Dalton Hooker och George Jackson. Napeanthus primulinus ingår i släktet Napeanthus och familjen Gesneriaceae. Inga underarter finns listade i Catalogue of Life.